# Citadelle (Budapest)
Pour les articles homonymes, voir Citadelle (homonymie).
La citadelle (en hongrois : citadella) est le nom donné à la place forte qui domine Budapest du sommet du Gellért-hegy. 

## L'édifice actuel
- Gellérthegy
- Statue de la Liberté (Budapest)
- Memento Park